# حسن عسگری (ورزشکار)
حسن عسگری (زاده ۲۱ فروردین ۱۳۷۰) ورزشکار پارا دو و میدانی اهل ایران است.
از افتخارات وی می‌توان به کسب مدال طلا دو ۸۰۰ متر در مسابقات بازی‌های پارا آسیایی اینچئون کره‌جنوبی (۲۰۱۴) اشاره کرد.

## افتخارات
- کسب مدال نقره در دو ۴۰۰ متر در مسابقات بین‌المللی تهران در سال ۲۰۱۸.
- کسب مدال طلا در دو ۸۰۰ متر در مسابقات بین‌المللی تهران در سال ۲۰۱۵.
- کسب مدال برنز در دو ۸۰۰ متر در مسابقات جهانی سئول کره‌جنوبی در سال ۲۰۱۵.
- کسب مدال طلا در دو ۸۰۰ متر در مسابقات بازی‌های آسیایی اینچئون کره‌جنوبی و جابه‌جایی رکورد در سال ۲۰۱۴.[۶][۷]
- کسب مدال طلا در دو ۸۰۰ متر در مسابقات بین‌المللی داخل سالن تهران در سال ۲۰۱۳.
- کسب مدال طلا در دو ۸۰۰ متر و مدال برنز در پرش ارتفاع در مسابقات جهانی جایزه بزرگ امارات در سال ۲۰۱۳.
- کسب مدال طلا در دو ۸۰۰ متر، مدال برنز در ۴۰۰ متر و مدال نقره در ۱۰۰*۴ متر در مسابقات جهانی جمهوری چک در سال ۲۰۱۲.
- کسب مدال طلا در دو ۱۵۰۰ متر و مدال طلا در ۸۰۰ متر در مسابقات بین‌المللی تهران در سال ۲۰۱۱.
- کسب مدال برنز در دو ۴۰۰*۴ متر در مسابقات جهانی آنتالیا ترکیه در سال ۲۰۱۱.
- کسب مدال نقره در دو ۸۰۰ متر در مسابقات بازی‌های آسیایی گوانگجو چین در سال ۲۰۱۰.[۸]
- کسب مدال برنز در دو ۸۰۰ متر در مسابقات بین‌المللی توس در سال ۲۰۱۰.
- کسب ۴ مدال طلا در دو ۵۰۰۰ متر، ۱۵۰۰ متر، ۸۰۰ متر و ۴۰۰ متر در مسابقات بازی‌های آسیایی جوانان توکیو ژاپن در سال ۲۰۰۹.